# Soumbala
Soumbala er en ret, der laves af frøene fra træet Parkia biglobosa.

## Ekstern henvisning
- Vidunderfrugt skal forhindre sult Arkiveret 2. november 2011 hos  Wayback Machine

| Mad og drikke | Spire Denne artikel om mad og drikke er en spire som bør udbygges. Du er velkommen til at hjælpe Wikipedia ved at udvide den. |